# HPC Research
HPC Research — чеська промислова компанія.

## Історія
Підприємство засноване у Чехії у листопаді 2012 приватними інвесторами, вихідцями з Росії – братами Павлом та Станіславом Дубініними. Павло Дубінін – випускник МВТУ ім. н. е.. Баумана.
У 2012-2014 компанією розроблено та запатентовано конструкцію композитних балонів з використанням технології PET.
У 2015 запущено серійне виробництво композитних балонів для зріджених вуглеводневих газів.
У 2018 10 відсотків компанії викуплено індійською корпорацією Supreme Industries.
У 2020 компанія спільно з Institute of Theoretical and Applied Mechanics Чеської академії наук розпочала реалізацію проекту з розробки балонів високого тиску та технології для їх виробництва. Проект частково фінансується засобами дотації від технологічного агентства TAČR у рамках програми TREND.

## Діяльність
Працює в галузі проектування, відпрацювання та виробництва пластикових деталей та виробів із композиційних матеріалів, а також розробки обладнання для цих виробництв. Крім того, здійснює дослідження та розробки в галузі систем зберігання палива для космічних апаратів.
Паливні баки компанії використовуються в ION Satellite Carrier італійської компанії D-orbit як частина рухової системи. Вперше балони компанії були виведені на орбіту 24 січня 2021 у складі супутника, розміщеного на Transporter-1 Rideshare компанії SpaceX.
Продаж продукції здійснюється по всьому світу. На території колишнього СРСР є її представництва у Росії, Україні та Киргизстані. Головний офіс компанії розташований у Празі, виробничі площі розташовані в місті Пльзень.